# ميشيل ميوتزيل
ميشيل ميوتزيل (بالألمانية: Michael Mutzel)‏ (27 سبتمبر 1979 بميمينجين في ألمانيا - ) هو لاعب كرة قدم ألماني في مركز الوسط. لعب مع آينتراخت فرانكفورت ونادي آوغسبورغ ونادي شتوتغارت ونادي فولفسبورغ ونادي كارلسروه وفي إف بي شتوتغارت الثاني.

## وصلات خارجية
- ميشيل ميوتزيل على موقع الاتحاد الدولي (مؤرشف)  (الإنجليزية)
- ميشيل ميوتزيل على موقع قاعدة بيانات كرة القدم.إي يو (الإنجليزية)
- ميشيل ميوتزيل على موقع بيانات كرة القدم. دي إي (الألمانية)
- ميشيل ميوتزيل على موقع عالم كرة القدم.نت (الإنجليزية)